# Asses Ears
Die Asses Ears (englisch für Eselsohren, spanisch Islas Orejas de Burro) sind eine Gruppe kleiner Inseln im Archipel der Südlichen Shetlandinseln. Sie liegen vor der Nordwestküste von Robert Island und bilden den nördlichen Teil der Potmess Rocks.
Wahrscheinlich sind die Inseln seit der verbrieften Entdeckung der Südlichen Shetlandinseln durch den britischen Seefahrer William Smith im Februar 1819 bekannt. Kartiert und nach ihrer Erscheinungsform deskriptiv benannt wurden sie zwischen 1934 und 1935 von Teilnehmern der britischen Discovery Investigations.